# Megalodon: The Monster Shark Lives
Pour plus de détails, voir Fiche technique et Distribution.
Megalodon: The Monster Shark Lives est un téléfilm américain de 2013 présenté comme un documentaire par Discovery Channel, sur la survie potentielle du requin préhistorique. L’histoire tourne autour de nombreuses vidéos, photographies et rencontres de témoins avec le mégalodon, et l’enquête qui s’ensuit souligne l’implication de l’espèce préhistorique dans ces incidents, malgré la croyance de longue date à son extinction. Le film est présenté comme un documentaire factuel qui comprend des récits de « professionnels » dans divers domaines tels que la biologie marine. Peu de temps après la première du film, cependant, le « documentaire » a été rapidement démystifié en tant que production fictive, avec des acteurs se faisant passer pour des scientifiques, accompagnés de « preuves » qui ont été complètement fabriquées. Ce n’est que lorsque l’indignation du public a suivi que le réseau a été forcé d’ajouter de brefs avertissements au début et à la fin, indiquant que le programme est en fait fictif.
L’émission, similaire au pseudo-documentaire Mermaids: The Body Found d’Animal Planet, a fait l’objet de vives critiques de la part des scientifiques et des téléspectateurs en raison de la tentative flagrante de présenter quelque chose de fictif comme un documentaire. Malgré les avertissements, les téléspectateurs ont été offensés qu’une docufiction soit diffusée sur Discovery Channel, le réseau américain prééminent pour la production d’émissions scientifiques éducatives et crédibles.
Megalodon: The Monster Shark Lives se classe comme la plus grande émission de la Shark Week (Semaine des requins) à ce jour, avec 4,8 millions de téléspectateurs. Une grande partie de l’infamie qu’il a acquise à partir de cela était principalement une réaction négative contre le réseau lui-même, bien que l’animateur Riley Black ait déclaré que le film « représente une cible facile pour des communicateurs scientifiques comme moi ». Le spécial a reçu une suite intitulée Megalodon: The New Evidence. Pendant la Shark Week 2018, Discovery a diffusé Megalodon: Fact vs. Fiction, une nouvelle émission spéciale avec des experts qui réfléchissent à l’original.